# Adrian Utley

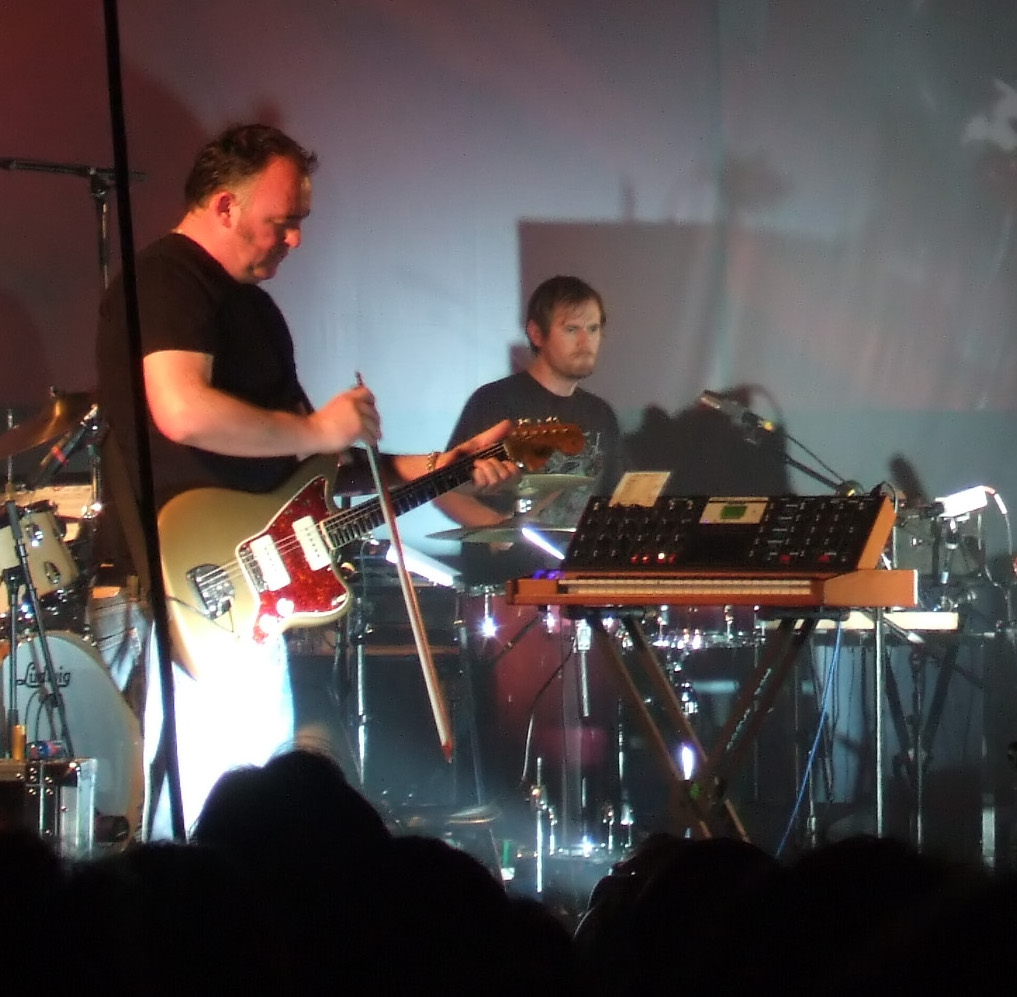
Adrian Utley & Geoff Barrow

Adrian Francis Utley (Bristol, 27 april 1957) is een Engels jazzgitarist die vooral bekend verwierf als lid van de trip hop-band Portishead. 
Voordat hij met Geoff Barrow en Beth Gibbons samenwerkte in deze band richtte Utley zich voornamelijk op jazz, beïnvloed door Miles Davis, John Coltrane en Elvin Jones. Zijn muzikale belangstelling was echter breder; hij werd ook beïnvloed door bijvoorbeeld Jimi Hendrix, Stevie Wonder, Ennio Morricone, Mick Ronson, Herbie Hancock, Howlin Wolf, A Tribe Called Quest, Public Enemy, Radiohead, The Beatles, Nirvana, Ravi Shankar, Gustav Mahler, Muddy Waters, Claude Debussy, Wes Montgomery en Joy Division. 
Utley speelt naast gitaar ook bas, piano, moogsynthesizer en blaas- en strijkarrangementen.  